# Rosa Morena
Manuela Pulgarín González (Badajoz, 11 de julio de 1940-Ib., 4 de diciembre de 2019), más conocida por su nombre artístico Rosa Morena, fue una cantante de copla, música popular, y actriz española.

## Popularidad
Cobró popularidad en España en los años 70, después de haber recorrido gran parte de América y los Estados Unidos cuando aún era una joven con gran virtuosismo vocal.
Participó durante una gala benéfica en Nueva York, en donde compartió cartel junto a Frank Sinatra, Judy Garland, Dean Martin, Sammy Davis Jr., Sabicas, Cándido y otros importantes artistas, lo que hizo que se le otorgase el Premio de la crítica de Nueva York.
Estrella de la música y mito erótico, desafiante de los convencionalismos sociales, fue pionera del género flamenco pop, con temas como Échale guindas al pavo, éxito que la catapultó a la fama.
Obtuvo otros premios importantes, entre los que destacan Premio de la crítica de Split, Premio de la crítica de Río de Janeiro, Olé 70' , Populares de pueblo, 1º Premio del Festival Montjuich 72'  y Reina de los gais 77'  entre otros muchos.
El momento cumbre de su carrera llegó en 1974 de la mano del programa de televisión A su aire, de Chicho Ibáñez Serrador para TVE. En él la artista realizó un concierto con sus grandes éxitos en la base militar de Alcalá de Henares (Madrid), cantando para paracaidistas a ritmo de flamenco pop.

## Biografía

### Inicios
Rosa Morena nació en la calle Felipe Checa en la ciudad de Badajoz, hija de un minero e integrante de una familia numerosa que se completaba con un nutrido número de hermanos (ocho). Comenzó a cantar en su tierra a los seis años, donde obtuvo el primer premio en un concurso musical Jueves infantiles, organizado por el locutor de radio Julián Mojedano, en el Teatro López de Ayala en 1953. En dicho certamen imitaba a Antonio Molina, interpretando los temas El macetero y A la sombra de un bambú. Fue allí donde empezó a hacerse conocida a través de presentaciones en Radio Extremadura, para luego, presentarse en el espectáculo teatral Los nardos extremeños junto a la familia de Porrina de Badajoz, realizando giras por localidades de la provincia de Badajoz. Momentos en los que se estaba gestando el fenómeno de los niños prodigio.
Debutó en Madrid al lado del maestro Millán, en la Cabalgata fin de semana de Bobby Deglané y José Luis Pécker en Radio Madrid, interpretando 24 Cascabeles de Antonio Molina. En donde tuvo la oportunidad de conocer a Lola Flores, Concha Piquer y Antoñita Moreno.

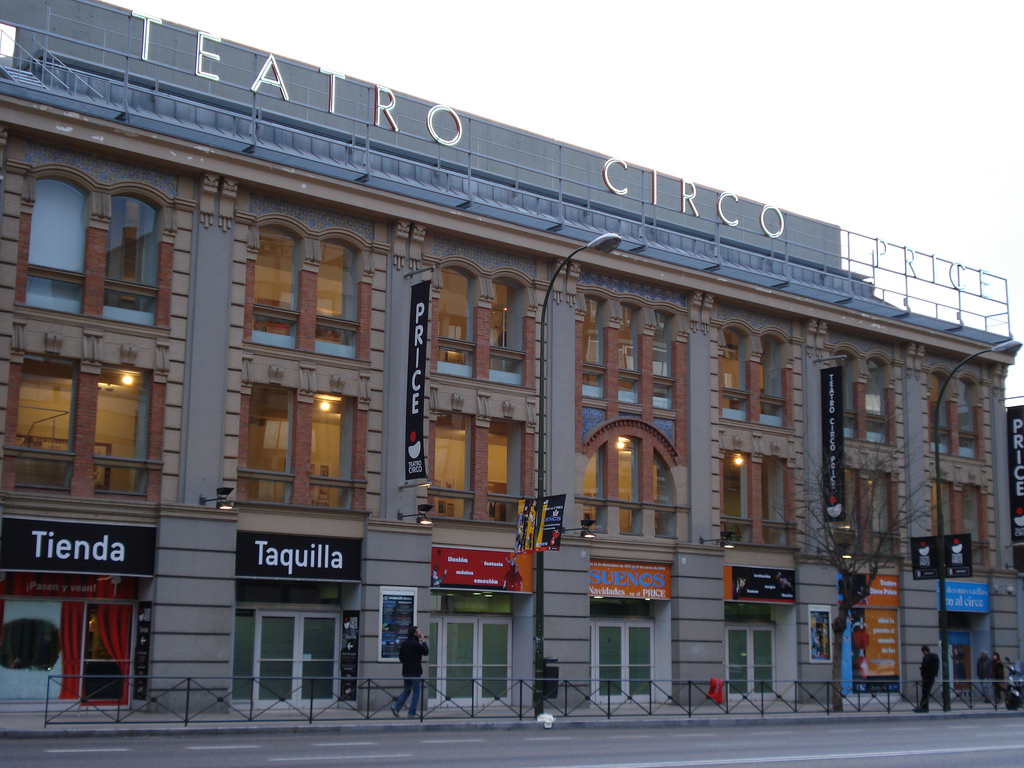
Circo Price.

Por dicha emisión unos productores extranjeros se fijaron en ella al escucharla cantar, por lo que se presentaron en los estudios para conocerla personalmente y ofrecerle un contrato artístico, empezando así la lluvia de contactos: Francia, Bélgica, Las Américas, Japón.
En esta etapa empezó a actuar en teatros como Circo Price, Victoria, Boite Micheleta entre otros.
Además, tuvo su primer contacto con el cine interpretando un pequeño papel en la película Salomón y la reina de Saba (1959), de King Vidor, antes de embarcarse a la conquista del continente americano.

### América

#### América Latina
El primer lugar al que llegó, una vez que cruzó el charco, fue Buenos Aires, haciendo su debut americano en el programa Circulares con Mancera, presentado por Pipo Mancera para Canal 9 (pasándose más tarde a Canal 13 y titulándose Sábados Circulares con Mancera). Fue tal la expectación que causó en la emisión, que Pipo Mancera la bautizó como «La bomba de Española», hecho del que se hicieron eco los diarios argentinos como el Clarín. Dejó constancia de sus intervenciones en Canal 7 y Canal 13, siendo una de sus favoritas, permaneció en Argentina dos años y medio.
En Perú tuvo oportunidad de conocer a Chubby Checker, el productor del cantante estadounidense le propuso actuaciones en los Estados Unidos.
Actuó en hoteles de lujo como el Caribe Hilton, El Convento, el Casino de Viña del Mar, entre otros, siendo solicitada en numerosas ocasiones para compartir cartel con artistas como Pepito Arvelo. HIzo giras por Ecuador, Venezuela, Costa Rica, El Salvador, Panamá, Santo Domingo, etc. Abrió el mercado musical a varios artistas españoles, así como las puertas de varias salas de fiestas que permanecían cerradas a los mismos.

#### Nueva York
Llegó a los EE. UU. en 1963, donde debutó en el Liborio, el mejor cabaret latino de Nueva York en la década de 1960, donde actuó junto a artistas como Candido, Celia Cruz u Olga Guillot y fue descubierta por la Williams Morris.  Fue ahí donde periodistas de diarios neoyorkinos la bautizaron como «La cenicienta de España», pues en una de sus actuaciones en el Liborio se le partió el tacón de un zapato, perdiendo el mismo.[cita requerida]

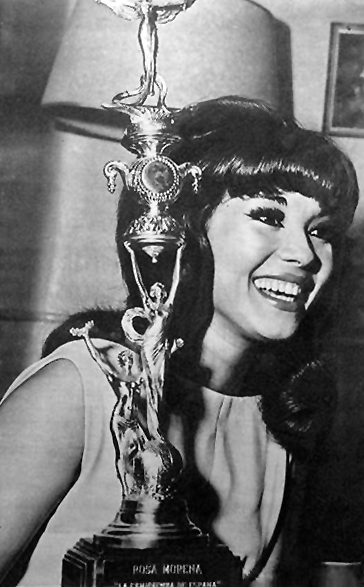
Premio de la Crítica de Nueva York.

Participó durante una gala benéfica en el Radio City Music Hall (Madison Square Garden), para recaudar fondos para los niños poliomielíticos, evento que fue retransmitido en formato de teletón en WOR-TV (Channel 9). [cita requerida]Actuó con el bongocero y percusionista cubano Candido y el guitarrista español Pedro Cortés, interpretando Dos crucces por rumba. Además de realizar una colaboración especial con ella el guitarrista español Sabicas, interpretando Angelitos negros por bulería.[cita requerida] Conoció allí a Frank Sinatra, Dean Martin, Judy Garland y Sammy Davis, Jr. y compartió cartel también con otras celebridades.[cita requerida] Este acontecimiento fue organizado por la fundación UCP (United Cerebral Palsy) de Nueva York, presidida por Leo Hausman. Además de ser dirigido musicalmente por el director de orquesta Tony Cabot. La artista obtuvo el reconocimiento Citation for Humanitarian Service and Outstanding Cooperation from United Cerebral Palsy of New York.[cita requerida] Posteriormente a dicha gala, durante una fiesta privada, llegó a actuar junto a Ella Fitzgerald, con la que fusionó flamenco con jazz.
Actuó en The Ed Sullivan Show (CBS, Studio 50), programa estrella de la televisión norteamericana, junto con Frank Sinatra, Dean Martin y Judy Garland.[cita requerida]
Trabajó en algunos de los clubs más sofisticados de Manhattan, como The Blue Angel, en donde participó en la gala especial de año nuevo de 1964, o The Viennese Lantern, junto con artistas como Dave Astor o Yvonne Constant, en The Blue Angel se conservaban testimonios del paso de Rosa Morena, el torbellino de la España moderna.
Fue nombrada Mejor Artista Extranjera del Año por la Asociación de Críticos Americanos e Hispanos de la ciudad de los rascacielos, siendo la primera cantante de habla hispana en recibir dicho galardón, el cual, solo ostentaba la bailaora Carmen Amaya.[cita requerida]
Realizó un cameo en el film Cuatro gángsters de Chicago (Robin and the 7 Hoods), protagonizada por Frank Sinatra, Dean Martin, Sammy Davis Jr., entre otros.[cita requerida]

### Regreso a España

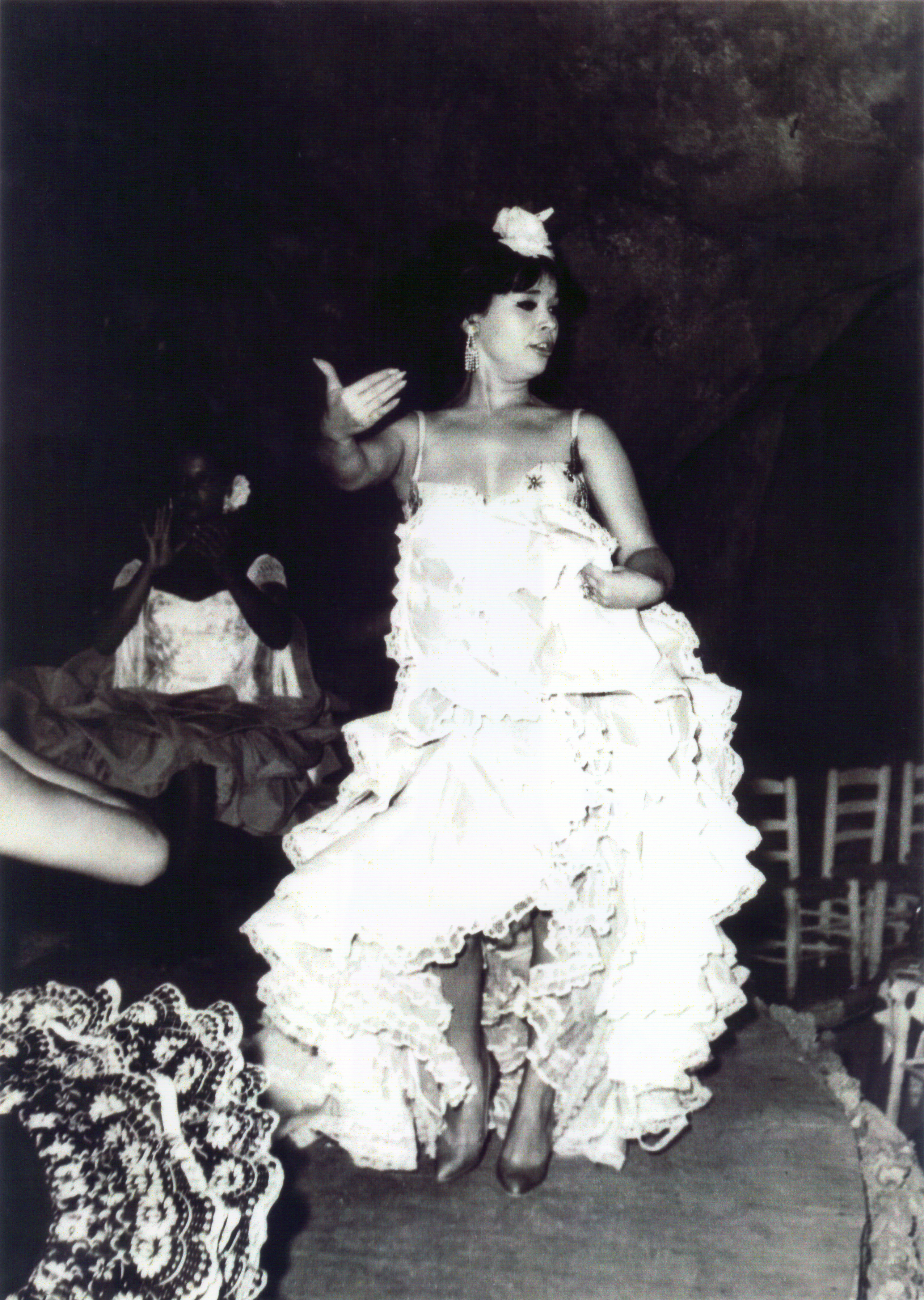
Rosa Morena en los años 60'.

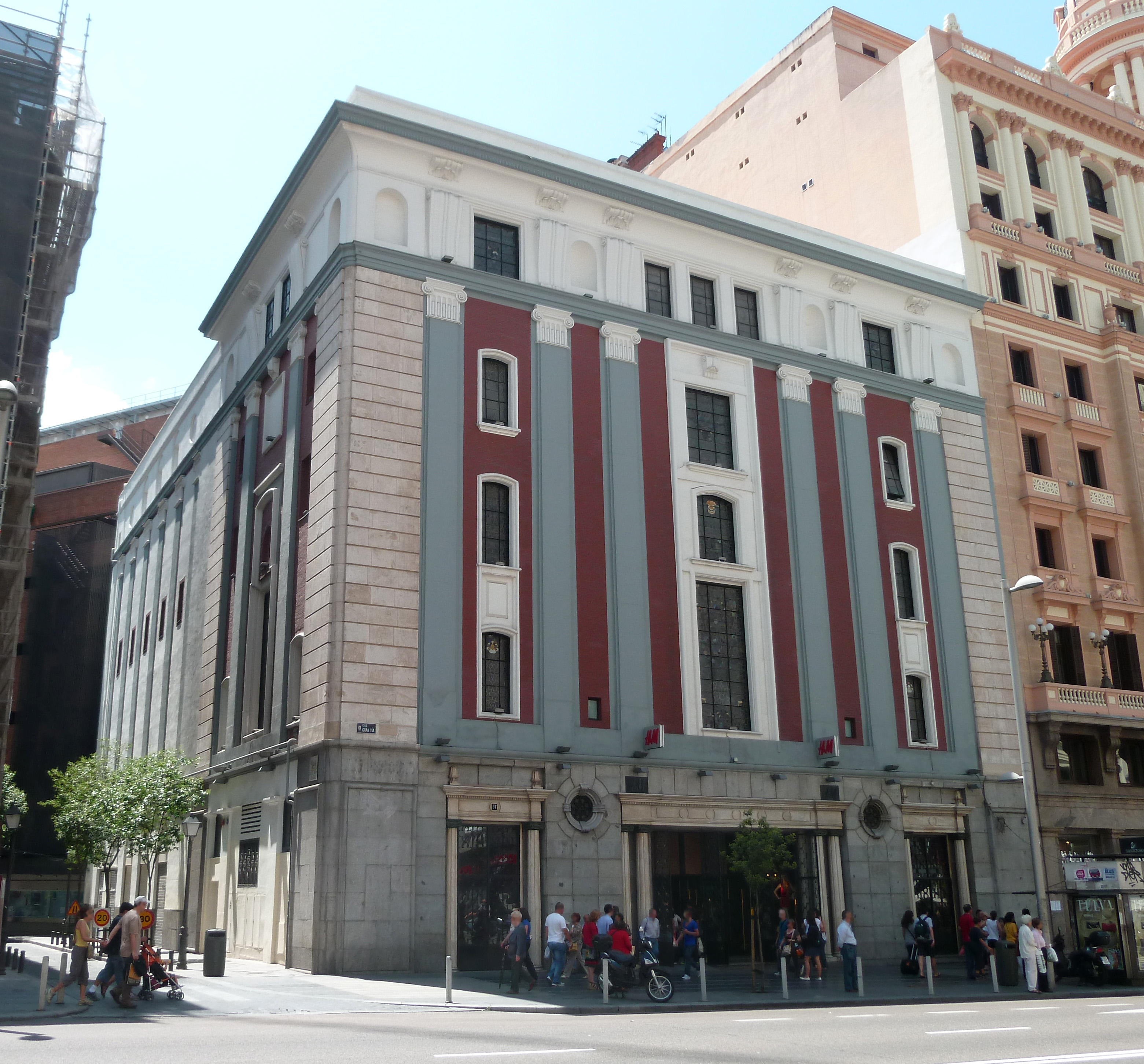
Fachada del edificio donde se encontraba la actualmente desaparecida sala de fiestas Pasapoga.

Más tarde a su regreso a España fue llevada a Madrid donde comenzó una carrera sumamente popular. La compañía discográfica Discos Belter la contrató para grabar en su sello con algunos de los mejores compositores del momento: El Maestro Quiroga, el Maestro Jaén, Francisco Naranjo, etc.
Fue descubierta por los productores cinematográficos a través de la serie de televisión Gran Parada, con quienes firmó la actuación en diez películas. De estas, solo llegó a rodar Flor salvaje (1965), de Javier Setó y El secreto de las esmeraldas (1966), de Sebastián Almeida, por decisión de la propia artista. Los productores que lanzaron a Joselito, quisieron convertirla en la Brigitte Bardot española. Trabajó junto a grandes actores de la época como Luis Dávila, Antonio Prieto Puerto, Mónica Randall, Julio Pérez Tabernero, entre otros.
Actuó en las salas de fiestas más importantes de España, destacando Pasapoga Music Hall, de las que fue primera figura, destacó su actuación en la Gran Vía de Madrid durante una larga temporada, superando las expectativas.
En 1965 Rosa Morena participó como invitada, en el Festival Español de la Canción de Benidorm, conocido certamen musical, junto con otros artistas fuera del concurso como Los Brincos, Jaime Morey, Bobby Solo, Mikaela, Lucero Tena, Lita Torelló y Cecilia. En dicha edición se alzó con la victoria el también pacense Federico Cabo, con el tema Tu loca juventud. En 1967 volvió a participar en el Festival de la canción de Benidorm, pero como concursante. El género musical de dicho festival era básicamente la canción pop, por lo que la artista tuvo que cambiar de estilo. Interpretó Mañana será otro día y Con dos barajas. La gala fue presentada por Joaquín Soler Serrano, proclamándose ganadora del certamen los italianos Tony Dallara y Betina con la canción Entre los dos. Rosa Morena no obtuvo ningún galardón a pesar de la expectación causó.
En 1966 participó en el espectáculo Beatlemanía junto a Los Beatles de Cádiz y otros artistas, siendo ella la figura destacada.

### Época de esplendor: Años setenta
Su consagración llegó de la mano del tema Échale guindas al pavo en 1970, en versión pop.
Representó a España en el Festival de Split (Festival zabavne glazbe Split) (Croacia), con el tema Tú no me la das, compuesta por Aniano Alcalde y Joaquín Alfonso, por el que obtuvo el Premio de la crítica de Split. Dicho certamen fue retransmitido por el canal HRT. La cantante croata Radojka Šverko se alzó con la victoria del certamen con el tema Kud plovi ovaj brod.
La artista extremeña formó parte del Festival Internacional da Canção en 1970, como representante de Andorra, interpretó el tema Como ave (Como un pájaro), compuesto por Joaquín Alfonso y Juan Barçons y dirigido por Alfi Kabiljo. Fue celebrado los días 22, 23 y 25 de Octubre. Consiguió clasificase, pero no obtuvo un puesto destacado. Por otra parte, obtuvo el Premio de la Crítica de Río de Janeiro. El galardón era un broche que consistía en un gallo de oro con piedras preciosas, diseñado por Ziraldo y confeccionado por la joyería H. Stern.
Participaron en el festival Carmen Sevilla y Augusto Algueró, pero en condición de jurado en representación de España y el cantante español Nino Bravo representando España con el tema Elizabeth, compuesto por Duo Dinámico. Además, de otras personalidades como la cantante croata Radojka Šverko, el director de orquesta Ray Conniff, entre otros.
El primer premio, el Galo de ouro (Gallo de oro), fue otorgado al cantautor latinoamericano Piero, interpretando la canción Pedro nadie, en representación de Argentina.
Participó en numerosos programas especiales de televisión, destacando el programa A la española, dirigido por Valerio Lazarov, para TVE en 1971. Siendo un programa musical que tuvo como invitados también a Lola Flores, Dolores Vargas, El Príncipe Gitano, Maruja Garrido, Salvador Dalí, entre otros. Todos cantaban a ritmo de rumba canciones conocidas españolas o extranjeras. Este programa fue premiado en Nueva York por la “Asociación de Cronistas de Espectáculos”, tras ver todo un año de programación en los canales de habla hispana de esta ciudad
Ese mismo año fue la imagen de la compañía aérea Iberia, durante la Semana Española en Sudáfrica, en Johannesburgo, con la colaboración del Ministerio de Información y Turismo. Allí siguió con la promoción de su single estrella, 'Échale guindas al pavo', pero bajo una portada alternativa, patrocinado por la aerolínea.

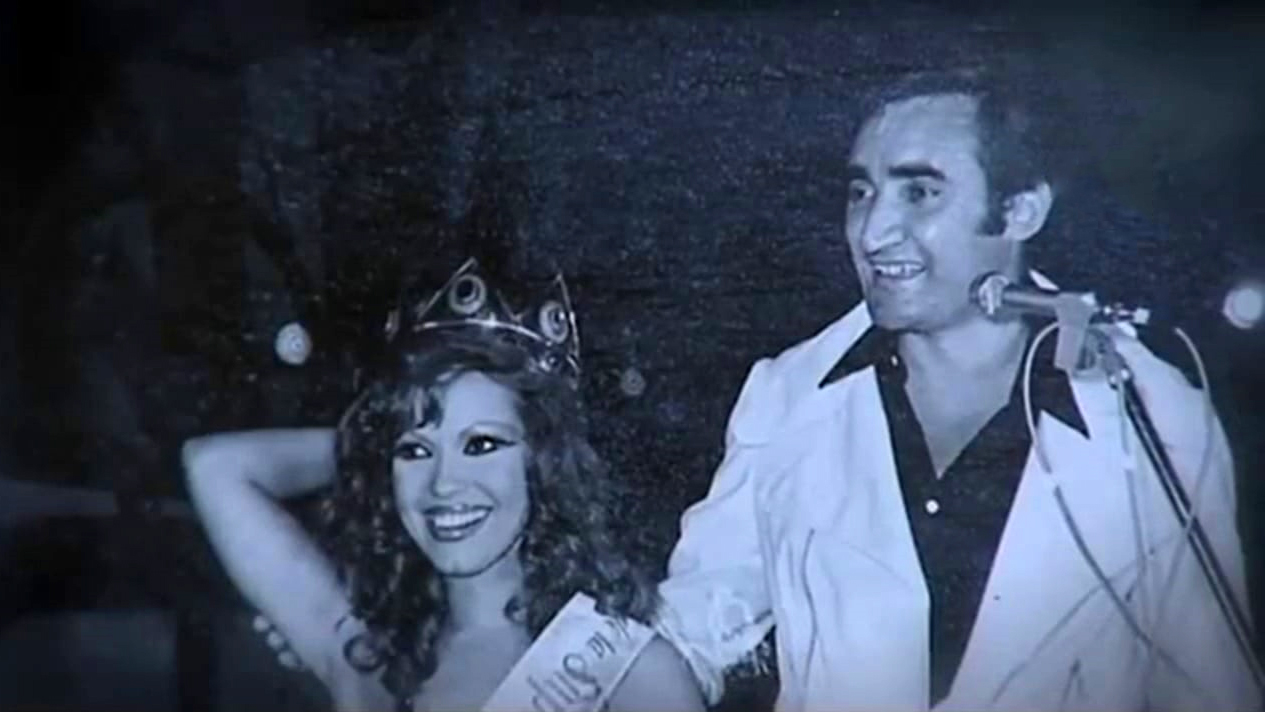
Rosa Morena recogiendo el 1º Premio del Festival de Montjuich.

En 1972 ganó el Festival de la Supercanción Nacional del Verano 72', con el tema El Berebito, celebrado en Montjuich. Un certamen presentado por el periodista Luis del Olmo, en donde la cantante actuó ante más de 40 000 jóvenes. Participaron grupos y artistas como Fórmula V, Los Diablos, Serrat, Los Amaya, Cecilia, entre otros.

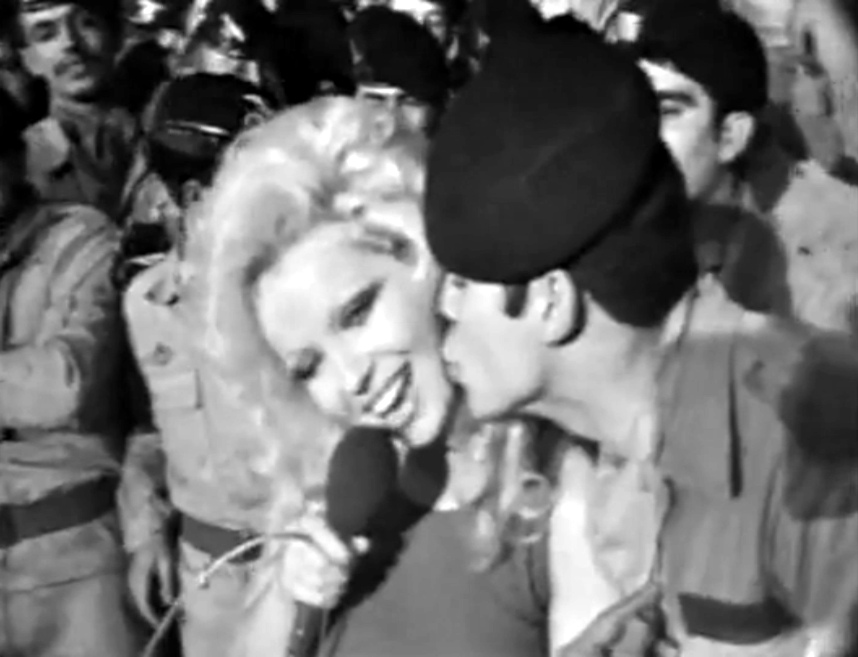
Rosa Morena en 1974.

El momento cumbre de su carrera llegaría de la mano del programa de televisión A su aire, de Chicho Ibáñez Serrador para TVE, en 1974. En donde la artista realizaba un concierto con sus grandes éxitos en la base militar de Alcalá de Henares (Madrid), cantando para paracaidistas a ritmo de flamenco pop. Esta emisión tuvo polémica por el derroche de sensualidad que desprendía la cantante en aquellos años. Toda una sex symbol en los 70, dejando constancia de ello el escritor Camilo José Cela, considerándola el público como la Marilyn Monroe española.
Ese mismo año abandonó Discos Belter por incumplimiento de contrato, demandando a la compañía y recibiendo una indemnización de 100 000 pts.
Otro acontecimiento destacado en su carrera, fue un festival musical que tuvo lugar en el El Aaiún, capital del Sahara, en honor de las tropas españolas, durante la Marcha Verde, en 1975. Se celebró durante dos días en el Tercer Tercio Sahariano de la Legión Don Juan de Austria, en donde actuó ante más de 12 000 personas, entre jefes, oficiales y soldados. Como hizo Marilyn Monroe en la Guerra de Corea en 1954, o como hizo Marta Sánchez en la Guerra del Golfo en 1990. También participaron Karina, Lolita Sevilla, Peret, Arena Caliente y el humorista Chicho Gordillo.
Firmó contrato con el sello discográfico Hispavox, grabando un disco que fue lanzado tanto en España, como en América Latina pero bajo el sello latino Pronto Records. También se lanzaron sencillos en Europa, colaborando el sello Negram. Fue una producción del compositor Jesús Glück, en donde participaron Carlos Amaya y Myrta Silva. Se mostraba a una artista más consolidada, con unas letras más románticas pero sin abandonar su estilo flamenco.
En 1977 firmó contrato con la casa discográfica Euro-Music, dirigida por Juan Vilches, con el que mantuvo una relación sentimental. Fueron promocionados varios sencillos y se publicó el álbum bajo el sello Discos Corvox. Fue una producción artística de Paco Pastor, cantante de Fórmula V. Participaron en la composición del mismo, Paco Cepero, Carlos Amaya, José Manuel del Moral, Leonardo Dantés y Juan Bautista. El mayor éxito de este disco fue Creo en el amor, que más tarde versionarían Los Marismeños y Manolo Escobar. En 1979 publicó nuevos sencillos, los cuales, iban a formar parte del que iba a ser el nuevo disco, pero abandonó el proyecto al terminar su relación sentimental con el director del sello.
En 1982 firmó contrato con Discos Columbia, siendo la única artista de su género en el sello, ya que Isabel Pantoja lo abandonó una vez que contrajo matrimonio con Francisco Rivera. Grabó el álbum «Ese Señor», producido íntegramente por Manuel Sánchez Pernía. Fue publicado en España y en América Latina, teniendo cierta acogida en México.
Era la imagen sexy del flamenco pop de España que representaba todos los años en los grandes programas de televisión que animaba Myrta Silva, la gran estrella de Puerto Rico, en las principales estaciones del Caribe, Nueva York, Los Ángeles, Chicago, Texas, etc. En donde tuvo oportunidad de conocer artistas como Tito Puente o La Lupe.

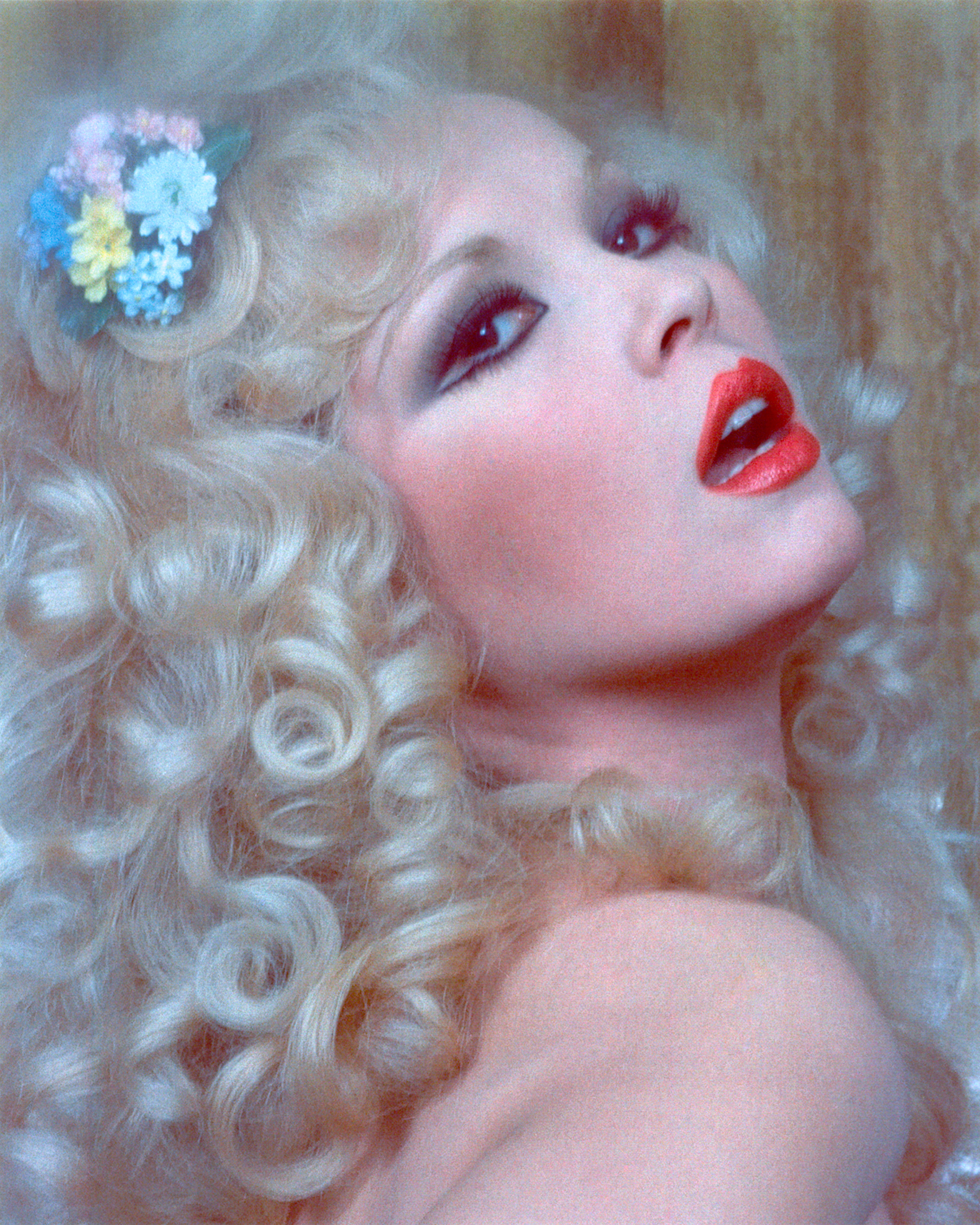
Rosa Morena en 1977.

Aclamada por el colectivo gay en los 70', llegándola a coronar como reina de los gays en 1977, en Madrid. Momentos en los que se estaban gestando movimientos LGTB a favor de la libertad sexual en España.
En 1980 se convirtió en la primera cantante española que se atrevió a hacer un desnudo integral en Interviú, publicándose también en otras revistas de la misma temática, emulando a Marilyn Monroe en el reportaje para Playboy en 1953.

### Enfermedad y retirada de la vida pública
Su trayectoria fue dilatada e importante, realizando varios discos y también películas; pero lamentablemente en 1987 se vio interrumpida por una grave enfermedad, un cáncer de mama, agravándose por una negligencia clínica en el hospital de La Paz, que le provocó la pérdida de funcionalidad de un pulmón, pero sin que se le llegase a extirpar el mismo. Por ello tuvo que recibir largos tratamientos de radioterapia, y obligarse a prolongados períodos de descanso para su recuperación en París y Lanzarote, motivos por los cuales se vio alejada largo tiempo de los escenarios. Además, dejó tras de sí un importante contrato para trabajar en Hollywood para la productora cinematográfica Paramount [cita requerida].

### Regreso a los escenarios
En 1992, ya recuperada, tuvo su reaparición en los medios en el programa Sabor a Lolas, presentado por su gran amiga Lola Flores. En él, narró algunos de los pormenores que tuvo que sufrir para superar su enfermedad.
En 1995, colaboró con Lola Flores en el programa Ay Lola, Lolita, Lola, volviendo así, a los escenarios. 
En 1998 publicó el disco Tela de araña, producido por Mario del Castillo. Tiempo más tarde, mientras estaba inmersa en un nuevo proyecto, tuvo que retirarse nuevamente por una recaída.

### Últimos años
En 2006 participó en la Feria de los Mayores en IFEBA, compartiendo cartel con el transformista Nacha La Macha, en donde interpretó algunas de sus canciones y rememoró algunos aspectos de su vida en una conferencia.
En 2007 la ciudad de Badajoz, por petición popular, le otorgó una calle con su nombre. Al ver la acogida que tuvo en su tierra natal, unido al buen clima, decidió trasladarse desde Madrid para asentarse en Badajoz. Reinició clases de canto con el propósito de poder retomar su carrera.
En 2012 anunció durante una entrevista para el programa Nuestra tarde de Canal Extremadura Televisión, la puesta en marcha de un nuevo proyecto titulado Volviendo con mi gente. En septiembre de ese año publicó su último álbum titulado Soy fuego.
La artista lamentó que no le otorgasen la Medalla de Extremadura en 2013 cuando le fue solicitado. Poco después recibió el Premio Grada: Trayectoria a toda una vida, de la mano de Fernando Manzano, presidente de la Asamblea de Extremadura.
En 2016 la Fundación Triángulo Extremadura quiso rendirle homenaje en el Centro Regional de flamenco durante la fiesta de la libertad sexual de Los Palomos, por ser una firme defensora de la causa LGTB.
El 16 de diciembre de 2016 fue imitada en la quinta temporada del programa Tu cara me suena, de Antena 3, por Esther Arroyo con el tema Échale guindas al pavo.
Falleció el 4 de diciembre de 2019 a causa de un cáncer en el Hospital Universitario de Badajoz.

## Homenaje póstumo
El 13 de marzo de 2020 iba a ser homenajeada en la XXIII Feria de los Mayores de Extremadura en la Institución Ferial de Badajoz, pero el evento fue suspendido por motivo de la proliferación del coronavirus o COVID-19 y ser las personas mayores un colectivo vulnerable, siguiendo las recomendaciones de las autoridades sanitarias competentes.

## Discografía
- Belter 51.161 (1965): Malena / La adelfa / Tela del telón / Badajoz la tierra mía
- Belter 51.166 (1965): De Cuba a Puerto Rico / La bamba gitana / Tientos del silencio / Hava Nagila
- Belter 51.172 (1965): Por mi calle / Na más que un hombre / Que se detengan / Mi plegaria
- Belter 51.277 (1967): Naturaleza / Una farruca / Échale picante / Ni tú, ni tú
- Belter 51.279 (1967): Con el bongó / Por pura casualidad / Bolero por colombiana / Cumbia morena
- Belter 07.388 (1967): Mañana será otro día / Con dos barajas
- Belter 07.750 (1970): Échale guindas al pavo / Más vale tarde que nunca
- Belter 07.752 (1970): Me desperté llorando / Somos
- Belter 07.754 (1970): El Perepepepe / Quiero café
- Belter 07.807 (1970): Tú no me la das / Madre mía
- Belter 07.901 (1971): La hija de Don Juan Alba / Hay en el aire
- Belter 07.945 (1971): El gitano señorito / Llevo
- Belter 22.547 (1971): Ojos de color incierto
- Belter 08.100 (1972): El berebito / Tu estrella y la mía
- Belter 08.137 (1972): ¡Sereno...va! / Cucha niño
- Belter 08.161 (1972): Perdido amor / La gitana
- Belter 22.664 (1972): La rosa y el viento / Sabor a menta / Shaon Pop / La Zarzamora
- Belter 08.252 (1973): Horas de amor / Extremadura
- Belter 08.299 (1973): Serva La Barí / La Lirio
- Belter 08.355 (1974): La rosa y el viento / Alí
- Hispavox 45-1218 (1975): Me quema la distancia / Uva madura
- Hispavox 45-1293 (1975): Que mírame / Perdida estoy
- Hispavox 45-1346 (1976): Qué más me da / Vete ya
- Hispavox 21-001 S (1976): Que mírame / No te quiero / Drácula / La fuerza de la costumbre / Uva madura / Me quema la distancia / Qué más me da / Perdida estoy / Que me dé / Vete ya
- Olympo L-407 La hija de don Juan Alba (1976): Que toma, toma, toma
- Euro-Music EM-1.006 (1977): Me siento feliz / Creo en el amor
- Euro-Music EM-1.027 (1977): Merecumbé / De tus labios yo quiero beber
- Corvox CV-10.009 (1977): Me siento feliz / Tiene poemas de amor / Ya verás / Sentir / Vete y hazlo / Merecumbé / Libre, libre, libre / De tus labios yo quiero beber / La Mami / Qué voy a hacer / Creo en el amor
- Corvox CV 10.080 (1979): Nada de ná / Para qué quieres hoy volver
- Apolo Records, Tauro: T-3074 Lo mejor de Rosa Morena (1981): Como siempre / Penas de la Flamencona (C. Amaya - J. Galvao)[39]
- Columbia MO 2150 (1982): Ese señor / Anda y ven
- Columbia CPS 9702 Ese señor (1982): Ese señor / Anda y ven / Donde me dejastes / Hueles a fresco / Con la leña de los dos / No me excita / Entre el amor y el silencio / He vuelto a nacer / Tu loco desatino / Como te he amado yo
- KMC CD-1000 Tela de Araña (1998): Tela de araña / Curro mi Curro / ¿A dónde vas? / Ámame / Cambio de amor/ Ganas de querer / Jaula de cristal / Pañolitos de seda / Sin él / Coplas al viento
- KMC Soy fuego (2012): Sigue así / Dame el fuego De tus labios / El ritmo de la vida / Soy fuego / Voy / Tan de repente / Báilame moreno / Ya lo sé / Quién crees que eres tú / Y te dirán

## Filmografía
- Flor salvaje (Drama - 1965),[40] junto a Luis Dávila, Antonio Prieto Puerto y Mónica Randall, dirigida por Javier Setó.
- El Secreto de las Esmeraldas (1966),[41] junto a Julio Pérez Tabernero, Arturo Correa y Enrique Pontón, dirigida por Sebastián Almeida.
- Entre ríos y encinares (1971), documental para NODO dirigido por Julio Pérez Tabernero.[42][43]

## Premios y honores
- 1953: Primer premio Artistas "Jueves infantiles" de Radio Extremadura en el Teatro López de Ayala.
- 1953: Premio Educación y descanso.
- 1963: Citation for Humanitarian Service and Outstanding Cooperation from United Cerebral Palsy of New York.
- 1964: Premio de la Crítica de Nueva York.
- 1967: Reina de los "VIII Seis Días Ciclistas de Madrid".[44]
- 1968: Disco de Oro Colombiano.[45]
- 1969: Premio Ciudad de San Juan de Dios (1969).
- 1970: Premio de la Crítica de Split (antigua Yugoslavia).
- 1970: Premio de la Prensa del “V Festival Internacional de la Canción Popular de Río de Janeiro”.
- 1970: Premio I Feria Internacional del Disco, Barcelona.
- 1971: Premio Zodiaquito de oro.[46]
- 1971: Premio Los populares de Pueblo: Canción española.
- 1971: Premio Olé 70 a la popularidad.[47]
- 1971: Primera "F" de famosa, formidable y fabulosa.
- 1971: Primer premio Canción Flamenco POP: Trofeo Rizuca.
- 1971: Premio Westinghouse.
- 1972: Reina de La super canción nacional del verano 72' .
- 1972: Premio Ondas.
- 1973: Premio La voz de Madrid: Calidad.
- 1974: Reina de los paracaidistas.
- 1975: "I" de Importante de España, de la Asociación de la Prensa.
- 1976: Premio Dimas's.
- 1977: Reina de los gais, por el club Durlach, Madrid.
- 1977: Premio Discoshow - La voz de Madrid.[48]
- 1977: Premio Populares Babieca 77' .
- 1977: Premio Reina Castilla.
- 1982: Premio Clash: Trayectoria artística.
- 1982: Premio Teatro Avenida.
- 1983: Premio ovación por Radio Popular - Radio España.
- 1983: Premio cinematográfico Luis Buñel.
- 1995: Premio Long Play.
- 1998: Premio Primera figura y creadora del flamenco pop.
- 2000: Premio Artemi: Trayectoria artística.
- 2007: Calle Rosa Morena, de Badajoz.
- 2010: Premio CAB de Cine y TV.[49]
- 2013: Premio Grada: Trayectoria a toda una vida.